# شینزی
شینزی (به ژاپنی: 信西)، فوجیوارا نو میچینوری (به ژاپنی: 藤原 通憲 Fujiwara no Michinori); ۱ ژانویهٔ ۱۱۰۶ – ۲۳ ژانویهٔ ۱۱۶۰) نویسنده محقق کنفسیوس‌گرایی و آیین بودایی در اواخر دوره هی‌آن اهل ژاپن بود. وی یکی از مشاوران ارشد امپراتور نیجو و یکی از متحدان تایرا نو کیوموری مخصوصاً در طی شورش هیجی در سال ۱۱۵۹ بود.